# Paralastor graeffei
Paralastor graeffei är en stekelart som först beskrevs av Henri Saussure 1869.  Paralastor graeffei ingår i släktet Paralastor och familjen Eumenidae. Inga underarter finns listade i Catalogue of Life.